# Soraya Paladin
Soraya Paladin (Treviso, 4 mei 1993) is een Italiaanse wielrenster die sinds 2022 rijdt voor Canyon//SRAM Racing.

## Carrière
In 2017 won ze brons in het Italiaans kampioenschap wielrennen op de weg. In 2018 won ze de laatste etappe en het eindklassement van de Giro della Toscana en in 2019 won ze het bergklassement in Valencia, het puntenklassement en twee etappes in Burgos en viel ze net buiten het podium in de Amstel Gold Race en Luik-Bastenaken-Luik. Ze reed tussen 2014 en 2016 voor Top Girls Fassa Bortolo, van 2017 tot 2019 voor Alé Cipollini en vanaf 2020 voor CCC-Liv, dat in 2021 verder ging als Liv Racing.
Haar jongere zus Asja Paladin is ook wielrenster.

## Palmares
2017

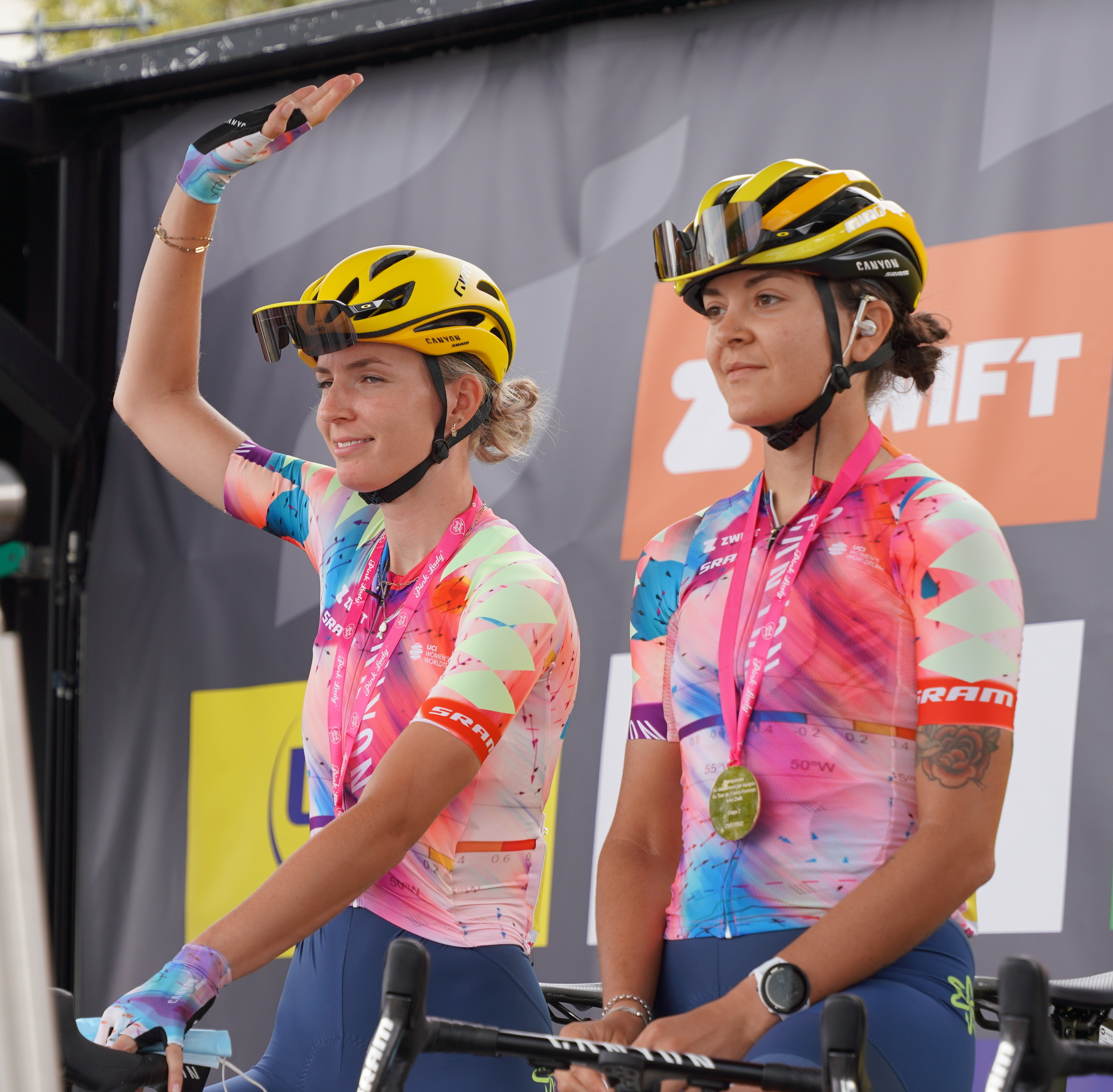
Paladin (r) in de Tour de France Femmes 2022

 Italiaans kampioenschap wielrennen op de weg, elite
2018
Eindklassement en 2e etappe Giro della Toscana
2019
Puntenklassement, 2e en 3e etappe Ronde van Burgos
Bergklassement Ronde van Valencia
2e etappe Ronde van Toscane
Bergklassement Ronde van Toscane
3e etappe Giro delle Marche
Eind- en bergklassement Giro delle Marche
2022
Puntenklassement Ronde van Romandië
2023
 Europees kampioenschap gemengde ploegenestafette, elite

#### Resultaten in voornaamste wedstrijden
| Jaar | Ronde van Italië | Ronde van Frankrijk | Ronde van Spanje |
| ---- | ---------------- | ------------------- | ---------------- |
| 2012 |                  |                     |                  |
| 2013 |                  |                     |                  |
| 2014 | 73e              |                     |                  |
| 2015 | 87e              |                     |                  |
| 2016 | 33e              |                     |                  |
| 2017 | 52e              |                     |                  |
| 2018 | 36e              |                     |                  |
| 2019 | 9e               |                     |                  |
| 2020 | 17e              |                     |                  |
| 2021 | 28e              |                     |                  |
| 2022 | 36e              | 77e                 |                  |
| 2023 | 27e              | 42e                 |                  |
| 2024 | 52e              | 77e                 |                  |
| 2025 | 53e              | opgave              |                  |

| Jaar | Gent-Wevelgem | Ronde van Vlaanderen | Amstel Gold Race | Luik-Bast.‑Luik | Le Samyn | Strade Bianche | Trofeo Alfredo Binda |  | WK op de weg |
| ---- | ------------- | -------------------- | ---------------- | --------------- | -------- | -------------- | -------------------- |  | ------------ |
| 2012 |               | opgave               |                  |                 |          |                |                      |  |              |
| 2013 |               |                      |                  |                 |          |                |                      |  |              |
| 2014 |               | opgave               |                  |                 |          |                | opgave               |  |              |
| 2015 |               | opgave               |                  |                 |          | 51e            | opgave               |  |              |
| 2016 |               | 82e                  |                  |                 |          | 58e            | opgave               |  |              |
| 2017 |               | 96e                  | 37e              | 64e             |          |                | 52e                  |  |              |
| 2018 | 86e           | 33e                  | 19e              |                 | 4e       | 26e            | 51e                  |  | 72e          |
| 2019 | 55e           | 12e                  | 5e               | 4e              | 14e      | 14e            | 9e                   |  | 50e          |
| 2020 |               | 39e                  |                  | 15e             |          | 35e            |                      |  | 67e          |
| 2021 | 35e           | 66e                  | 5e               | 11e             |          | 14e            | 5e                   |  |              |
| 2022 | 25e           | 32e                  | 34e              | 15e             |          | 19e            | ↑                    |  |              |
| 2023 |               | 39e                  | 5e               | 9e              |          | 22e            | 5e                   |  | 31e          |
| 2024 |               | 18e                  | 10e              | 56e             |          | 54e            | 4e                   |  | 60e          |
| 2025 | 83e           | 86e                  | 88e              |                 |          | opgave         | 25e                  |  |              |

## Ploegen
- 2014 –  Top Girls Fassa Bortolo
- 2015 –  Top Girls Fassa Bortolo
- 2016 –  Top Girls Fassa Bortolo
- 2017 –  Alé Cipollini
- 2018 –  Alé Cipollini
- 2019 –  Alé Cipollini
- 2020 –  CCC-Liv
- 2021 –  Liv Racing
- 2022 –  Canyon-SRAM
- 2023 –  Canyon-SRAM
- 2024 –  Canyon-SRAM
- 2025 –  Canyon//SRAM zondacrypto

Alzini · Bastianelli · Ensing · Hosking · Kasper · Paladin · Santesteban · Stefani · Taylor · Trevisi · Tušlaitė · Vekemans
Bastianelli · Ensing · Frometa Leonard · Hagiwara · Hosking · Kasper · Knetemann · Paladin · Santesteban · Stefani · Swinkels · Trevisi · Tušlaitė · Vekemans
Bariani · Erić · Hosking · Kasper · Quagliotto · Paladin · Peñuela · Raimondi · Swinkels · Trevisi · Van 't Geloof · Yonamine
Bertizzolo · Demey · Van der Heijden · Jaskulska · Korevaar · Kuijpers · Lach · Markus · Moolman-Pasio · Nerlo · Paladin · Rooijakkers · Skalniak · Stultiens · Vos
Bertizzolo · Demey · Jackson · Jaskulska · Kopecky · Korevaar · Kuijpers · Paladin · Rooijakkers · Stultiens
Amialiusik · Barnes · Bossuyt · Bradbury · Chabbey · Cromwell · Dygert · Harris · Harvey · Klein · Niewiadoma · Oudeman · Paladin · Rooijakkers · Roy
Bäckstedt (vanaf 1/9) · Bauernfeind · Bossuyt · Bradbury · Chabbey · Cromwell · van der Duin · Dygert · Niedermaier · Niewiadoma · Paladin · Rooijakkers · Roy · Skalniak-Sójka · Towers
Bäckstedt · Bauernfeind · Bossuyt · Bradbury · Chabbey · Cromwell · Czapla · van der Duin · Dygert · Morrice · Niedermaier · Niewiadoma · Paladin · Skalniak-Sójka · Towers
Aintila · Bäckstedt · Bauernfeind · Bradbury · Consonni · Cromwell · Czapla · van der Duin · Dygert · Klöser · Kolesava · Martins · Niedermaier · Niewiadoma · Paladin · Skalniak-Sójka · Towers · Uttrup Ludwig